# Parque Ecológico Chico Mendes
O Parque Ecológico Chico Mendes, ou Parque Natural Municipal Chico Mendes (PNMCM), é uma unidade de conservação pública situada no Recreio dos Bandeirantes, na cidade do Rio de Janeiro, Brasil. Foi assim batizado em homenagem ao líder seringueiro assassinado no Acre, em 1988.

## Características

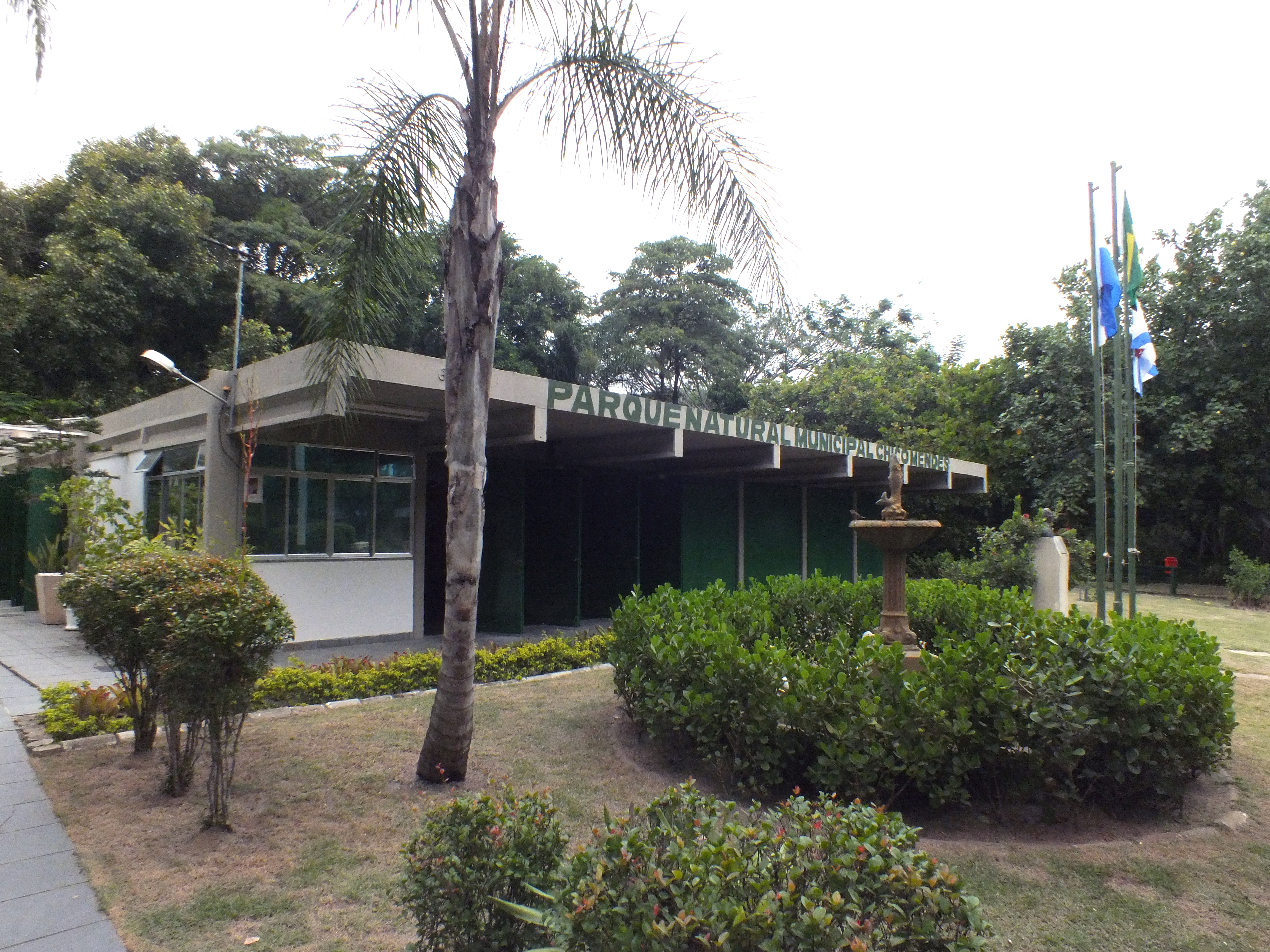
Sede do Parque

Inaugurado em 1989, com o intuito de preservar a Lagoinha das Tachas e cercanias – habitat de espécies animais e vegetais raras e ameaçadas –, é uma das poucas áreas da cidade onde ainda se podem avistar alagados e restingas quase intactos. Bromélias, ingás, pitangueiras e répteis estão entre as principais atrações florísticas e faunísticas.

## Histórico
A Baixada de Jacarepaguá, desde o tempo das sesmarias seiscentistas, foi dividida em duas grandes propriedades, em 1624: uma por Salvador Correa de Sá e Benevides, governador-geral do Rio de Janeiro, e a outra por um parente seu, Gonçalo Corrêa de Sá. A primeira compreendia as lagoas do Camorim, Tijuca e parte de Marapendi e limitava-se com a de Gonçalo Correa de Sá, a oeste, pelo rio Pavuna. A sesmaria de Gonçalo Correa de Sá era limitada pelo rio Pavuna a leste e continha toda a área de restinga até Guaratiba, parte da lagoa de Marapendi e a Lagoinha, onde está situada a atual área do Parque Natural Municipal Chico Mendes (PNMCM). Esta área passou por herança a Vitória Correa de Sá, sua filha.
Vitória Correa de Sá, no momento de sua morte, em 26 de janeiro de 1667, doou, por testamento, suas posses ao Mosteiro de São Bento. Nesta época floresceram culturas de mandioca, criatórios e engenhos de açúcar na região, destacando-se três grandes fazendas: a Fazenda do Camorim, a de Vargem Grande e a de Vargem Pequena.
Em 1871, 17 anos antes da Lei Áurea, os monges beneditinos libertaram seus escravos. Na República, devido a dificuldades, a Ordem vendeu suas propriedades à Companhia do Engenho Central de Jacarepaguá, que no mês seguinte alienou os bens ao Banco de Crédito Móvel por mil contos de réis.

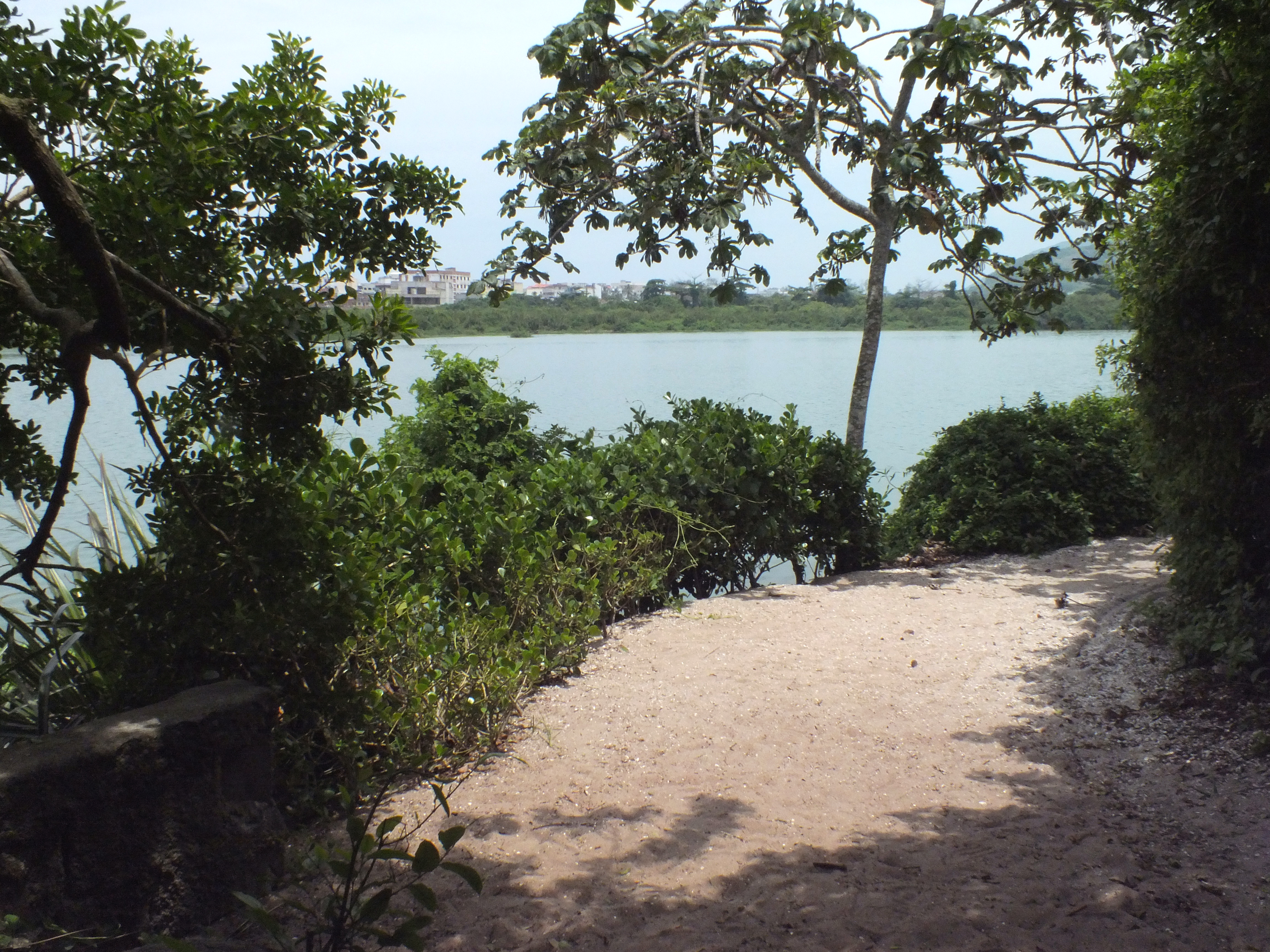
Trilha e lagoa

O código florestal (artigo 2, alínea f) considera como vegetações naturais aquelas situadas em restingas, fixadoras de dunas (cordões arenosos) ou estabilizadoras (matas de restinga). Em 31 de março de 1981, a lei 6.938, que instituiu a Política Nacional do Meio Ambiente, transformou em reservas ou estações ecológicas sob a responsabilidade da Secretaria Especial do Meio Ambiente (SEMA) as florestas e vegetações naturais do Código Florestal e as áreas de pouso de aves migratórias, protegidas por acordos internacionais. Mesmo a restinga, bastante descaracterizada, é determinada tanto pelas formações vegetais de comunidades mistas quanto pela sua formação geológica de cordões arenosos próximos a faixa litorânea e está bem definida na resolução número 4 do Conselho Nacional do Meio Ambiente (CONAMA), artigo 2, alínea E.
A primeira área de reserva foi criada na região pela lei municipal número 948 de 22 de novembro de 1959, que declara como Reserva Florestal non aedificandi as áreas em torno da Lagoinha e das lagoas de Marapendi, Jacarepaguá, Camorim e Tijuca, compreendendo uma enorme área de dois milhões de metros quadrados. Posteriormente, esta área foi reduzida por decretos: o decreto número 124 de 13 de junho de 1960 do antigo estado da Guanabara, que desapropriou as áreas non aedificandi designadas como parque no P.A 5.596., substituído, em 11 de março de 1971 pelo P.A 8.997, reduzindo ainda mais a área do parque. Finalmente, as últimas leis protegeram as áreas remanescentes atuais: o decreto número 213 de 4 de julho de 1975, que criou a atual Reserva Zoobotânica de Marapendi, e o decreto-lei número 8.425 de 8 de maio de 1989, que criou o PNMCM.

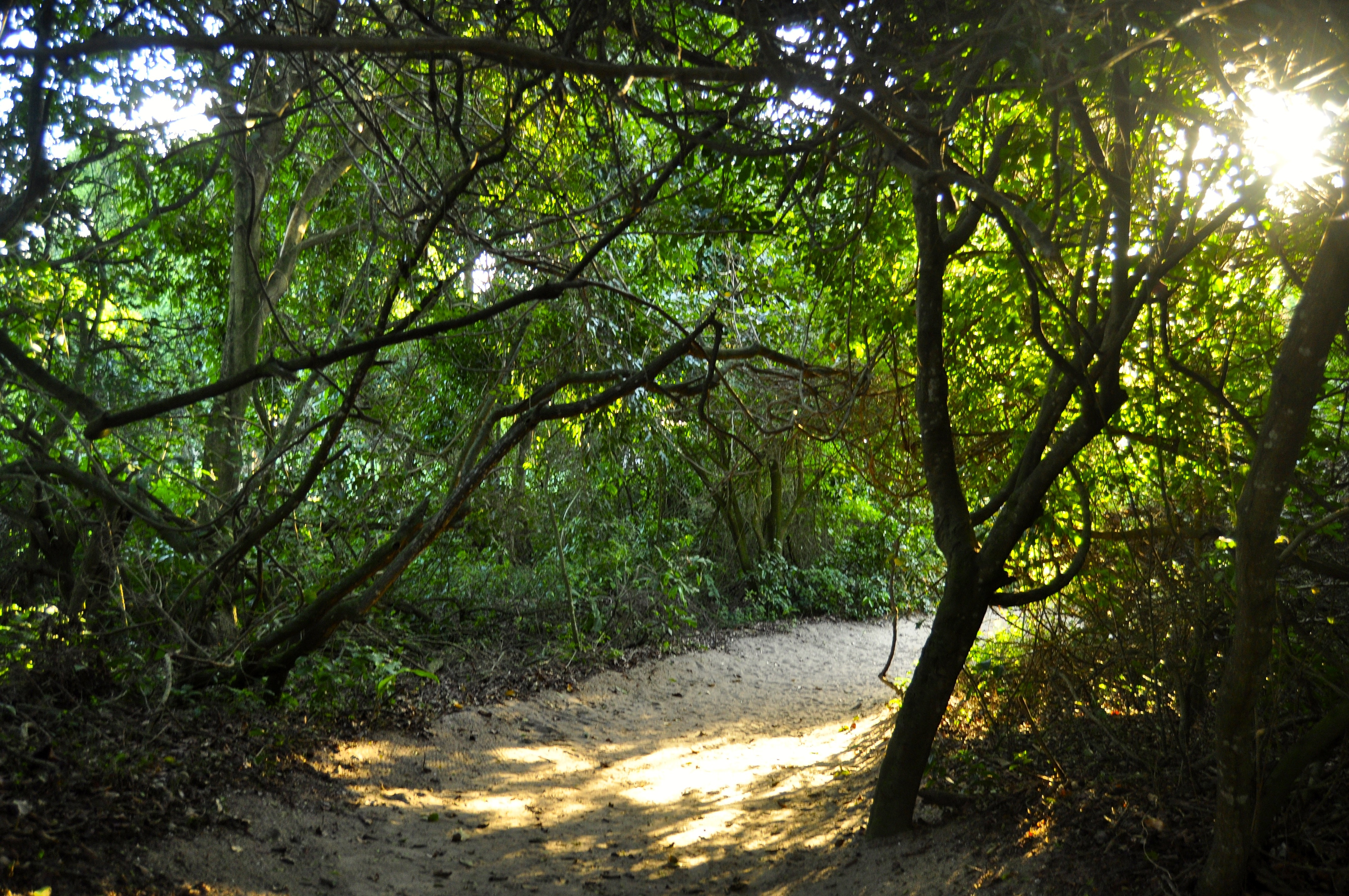
Trilha no Parque

O antigo Parque da Lagoinha, com 200.344 metros, tombado pelo patrimônio histórico e artístico do estado da Guanabara em 1965, pertencia a prefeitura e foi transferido em agosto de 1989 para a Fundação RIOZOO, com a intenção de preservação das espécies animais e vegetais do local. O parque era uma das últimas áreas de restinga e lagoa preservadas da cidade do Rio de Janeiro, e contém espécies da flora e da fauna ameaçadas de extinção.
A área do parque vinha sofrendo sucessivas invasões, desmatamento e venda ilegal de terrenos, até por imobiliárias, por posse de grileiros. Mas, o crescimento da antiga Baixada Fluminense e o desenvolvimento urbano da Barra da Tijuca e Recreio dos Bandeirantes levaram, por outro lado, ao aparecimento de uma população interessada na preservação destas últimas "ilhas de paisagens". Em 1989, o Presidente da  Associação de Moradores do Recreio dos Bandeirantes (AMOR, Ribeiro José Francisco, iniciou uma campanha de mobilização de políticos, artistas, ecologistas e a sociedade para a criação do Parque Ecológico Municipal Chico Mendes na área da Lagoinha das Tachas juntamente com o apoio da Região Administrativa da Barra da Tijuca e a Superintendência de Meio Ambiente (Secretaria de Urbanismo e Meio Ambiente). O nome do parque seria dado em homenagem ao líder dos seringueiros da Amazônia e ecologista, assassinado em dezembro do ano anterior em Xapuri, no Acre.
Em ato público, no dia 6 de maio de 1989, na presença de artistas, líderes comunitários, políticos e até com a presença da viúva de Chico Mendes, o prefeito Marcello Alencar assinou o decreto. Foi inaugurado, com 436 mil m² (ou 43,6 hectares), o vulgo Parque Chico Mendes, e desde então, a Fundação RIOZOO tem desenvolvido projetos de conservação, preservação, pesquisas, educação ambiental e lazer. As pesquisas vêm sendo realizadas em parcerias com as seguintes instituições: Universidade Federal do Rio de Janeiro (UFRJ), Universidade Federal Rural do Rio de Janeiro (UFRRJ), Universidade do Estado do Rio de Janeiro (UERJ) e Universidade Estácio de Sá (UNESA). Em relação à educação ambiental, desenvolvem-se projetos envolvendo parcerias com o Instituto Iguaçu de Pesquisa e Preservação Ambiental (IIPPA). Estes projetos visam estabelecer uma maior aproximação do visitante com o ambiente natural de forma a sensibilizá-lo e instruí-lo quanto a importância da natureza e a incentivar a prática do turismo ecológico responsável.

## Infra-estrutura
Com uma área de 43 hectares, o parque dispõe de salas de exposições de animais, biblioteca, auditório, mesas para jogos, trilhas para caminhadas, bancos e estacionamento. Como alternativa de recreação às crianças, oferece uma estrutura de lazer com playground, locais apropriados para piqueniques e brinquedos em madeira.
Foi recuperado recentemente pela Prefeitura do Rio de Janeiro, através da Secretaria Municipal de Meio Ambiente (SMAC), e encontra-se sob administração da Fundação RioZoo.

## Fauna

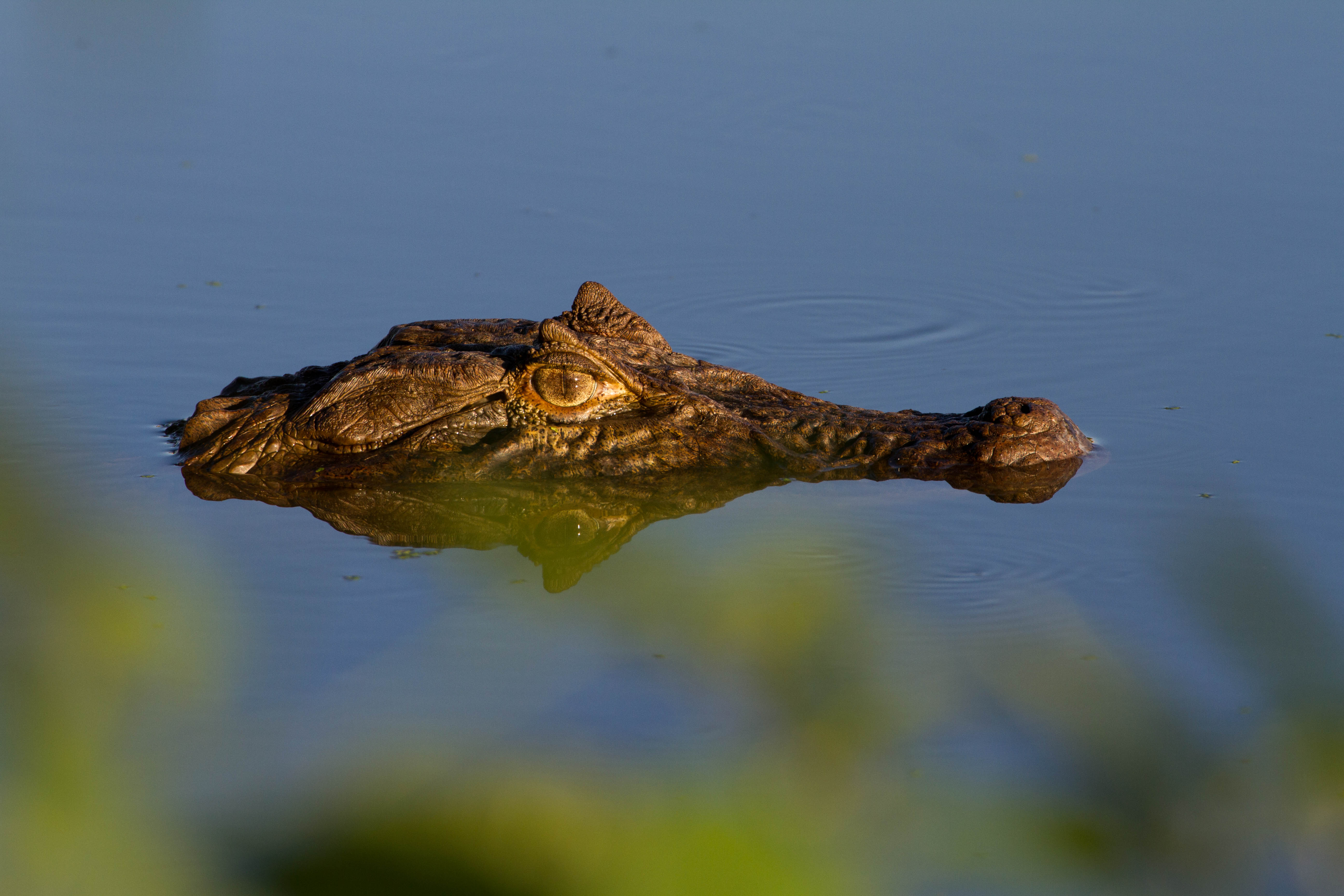
Jacaré adulto fotografado no parque

Uma das opções de lazer gratuitas da cidade, oferece visitas monitoradas a viveiros de espécies sob risco de extinção, como o jacaré-de-papo-amarelo, jabutis e preguiça-de-três-dedos. Também podem ser avistadas aves como a marreca-ananaí, o quero-quero, o irerê, a saracura-três-potes e o tiê-sangue, além de mamíferos como a capivara, a preá-do-mato e o gato-do-mato.

## Vegetação
As formações florestais típicas do Parque Natural Municipal Chico Mendes são do tipo:
- Mata ciliar (20 a 25 metros de altura);
- Mata de galeria, inundável e não-inundável (20 a 30 metros de altura).

## Localização
Localiza-se na avenida Jarbas de Carvalho, Recreio dos Bandeirantes, entre as avenidas das Américas e Sernambetiba, no Pontal de Sernambetiba. A entrada é franca, e encontra-se aberto ao público de terça-feira a domingo, das 8h às 17h (ou, durante o horário de verão, até às 18h).